# ひみつ (YUKIの曲)
「ひみつ」は、YUKIの22枚目（通算24作目）のシングル。2011年4月6日、エピックレコードジャパンより発売。
　

## 解説
2011年第1弾シングル。当初2011年3月23日発売予定であったが、東日本大震災の影響で2週間延期された。
ライブビデオ『YUKI concert tour 2010 "うれしくって抱きあうよ" 東京国際フォーラム ホールA』と同時発売。

## 収録曲
（全作詞：YUKI／編曲：YUKI、玉井健二、百田留衣）
1. ひみつ (4:07)
  - 作曲：大川カズト

2010年のライブツアーで初披露された楽曲。当初は「赤い糸」というタイトルであったが、リリースに際して改題し、歌詞も変更されている[3]。
2. Wild Ladies (3:56)
  - 作曲：飛内将大